# Zagórów (Stronie)
Zagórów – przysiółek wsi Stronie, w województwie małopolskim, w powiecie limanowskim, w gminie Łukowica.
W latach 1975–1998 Zagórów należał do województwa nowosądeckiego.
Dawniej Zagórów stanowił odrębną wieś.